# Косик Ігор Володимирович
І́гор Володи́мирович Ко́сик (15 травня 1944, Жовква — 4 грудня 2018, Львів) — український митець-іконостасник.

## Життєпис
Народився в Жовкві. 
1958 року вступив до Яворівської школи художніх ремесел (згодом реорганізованої в Івано-Франкове художнє професійно-технічне училище № 14) і закінчив її у 1960-му. 
Не є членом творчих спілок, але має свій творчий стиль. Проживав у Львові, має сина Любомира (1978), теж різьбяра, і дочку Соломію (1980).

## Творчість

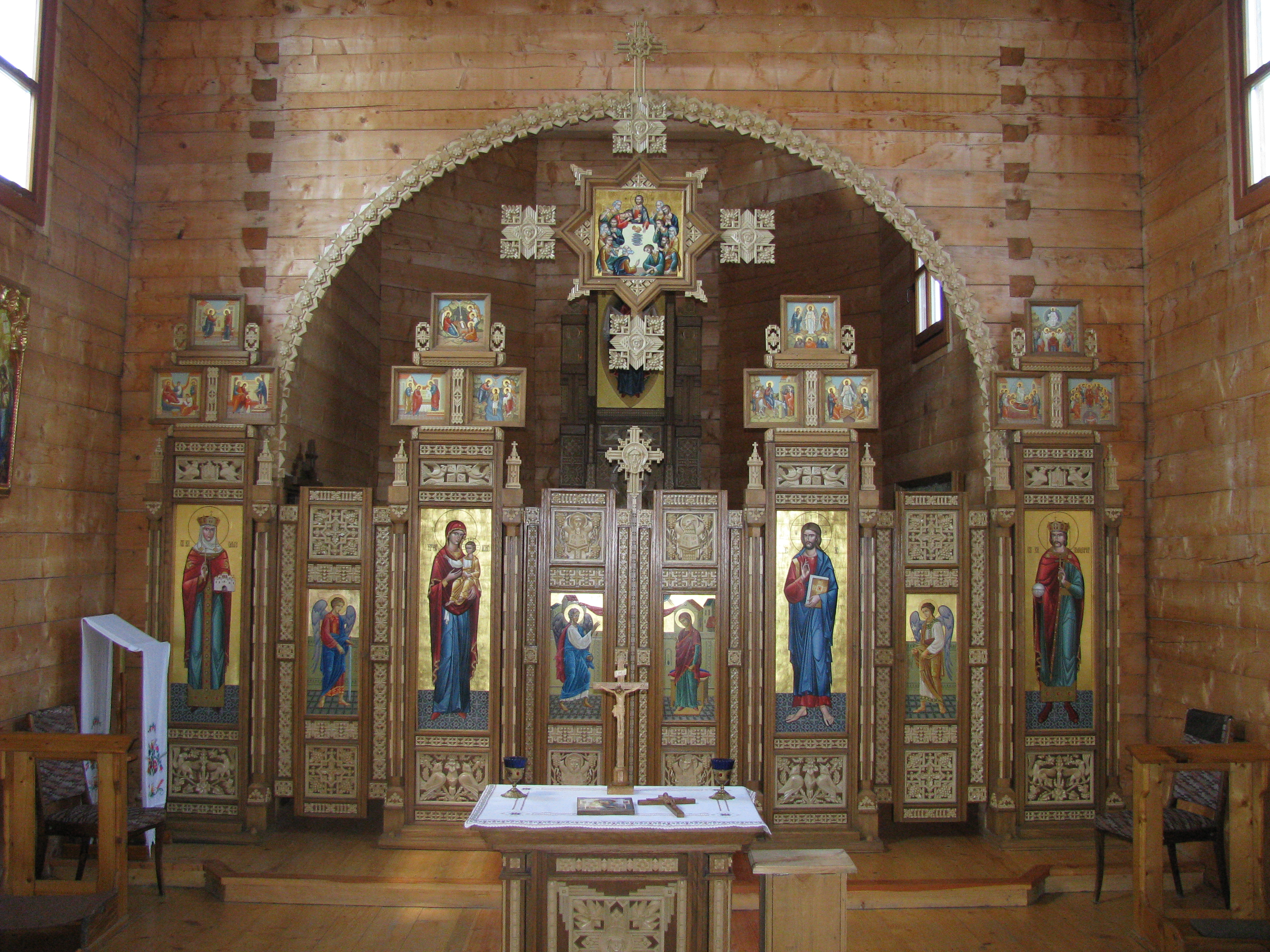
Іконостас Свято-Покровської церкви в Крехові

Співпрацюючи з Чином отців василіян, проєктував іконостаси до Преображенської церкви (1996) та церкви Святої Покрови в Крехівському василіанському монастирі, до храму Воздвиження Чесного Хреста василіанського монастиря в Бучачі. 
Творчість Ігоря Косика характерна перенесенням декоративних прийомів з інших матеріалів чи технік в різьбу.
Його Преображенський іконостас має відбиток характеру різьби в камені, старозавітні орнаменти та символи співзвучні з орнаментами єврейських надгробків — мацев, переносять нас до часів пророків Старого завіту. В різьбі іконостаса Свято-Покровської церкви художник використовує орнаментальні прийоми, характерні для вишивки — різьба тут нагадує рельєфне вишиття з мережками.
Орнаментальна композиція складається із суцільного мережива різьбленої виноградної лози, тонованої від стигло-коричневого до ніжно-вохристого відтінку, що витончено обрамлює постаті архангелів на дияконських дверях.
Бучацький іконостас Косика виконано в усталеній традиції «низької» композиції монументального намісного ряду з домінуванням царських врат. У верхній частині розміщене велике коло, поділене на чотири частини раменами хреста, між якими є зображення євангелістів. Нижню частину прикрашає орнаментальна композиція птахів серед виноградної лози. У центральній частині врат на тлі різьб виділяються динамічні постаті архангела Гавриїла та пречистої діви Марії.
До робіт Ігоря Косика належить також іконостас для каплиці церкви Святого Духа на Борщагівці (2004 рік). 
Митець працював разом із сином Любомиром. 
2007 року він вирізьбив кивот із киворієм (балдахіном), семисвічник і рипіди для грекокатолицької церкви Петра і Павла в Соснівці.
Мистецтвознавець, професор Ігор Голод охарактеризував Ігоря Косика як майстра українського іконостаса.
25 червня 2001 року в Києві за престолом (із Крехівського монастиря) роботи Ігоря Косика відправив службу Божу Папа Іван Павло II під час свого візиту в Україні.